# Festival de Teatro Isnard Azevedo
O Floripa Teatro – Festival de Teatro Isnard Azevedo é um festival brasileiro de teatro. 
Desde o ano de sua criação, em 1993, é realizado anualmente em Florianópolis, capital do estado de Santa Catarina, pela Fundação Cultural de Florianópolis Franklin Cascaes. 
Paralelamente às apresentações teatrais, o Floripa Teatro oferece oficinas gratuitas, ministradas pelos próprios integrantes dos grupos selecionados.